# Bindi (boek)
Bindi is het vervolg op de debuutroman Echte mannen eten geen kaas (2008) van auteur Maria Mosterd. Het boek verscheen op 21 april 2009 bij Van Gennep in Amsterdam. De titel verwijst naar de rode stip op het voorhoofd van Indiase vrouwen, maar ook naar het hondje van Maria. Op 11 juni 2009 overhandigde Mosterd in het Internationaal Perscentrum Nieuwspoort het eerste exemplaar aan VVD-Kamerlid Fred Teeven.
In haar tweede boek beschrijft Mosterd hoe ze het eerste jaar na haar ontsnapping is losgekomen van haar afhankelijkheid van haar pooier. Ook wordt het behandeltraject beschreven: de behandeling in India, Borculo en Deventer, maar ook het feit dat er tijdens die behandelingen ook het nodige leed te verwerken was.
Over het waarheidsgehalte van onder meer Bindi schreef misdaadjournalist Hendrik Jan Korterink in zijn boek Echte mannen eten wél kaas (2010).